# Lê Tấn Tài
Lê Tấn Tài (Khánh Hòa, 4 de janeiro de 1984) é um ex-futebolista vietnamita.
Na sua carreira por clubes, ganhou títulos de relevância nacional pelo Becamex Binh Duong e Hanoi Football Club. 